# Desprendimiento

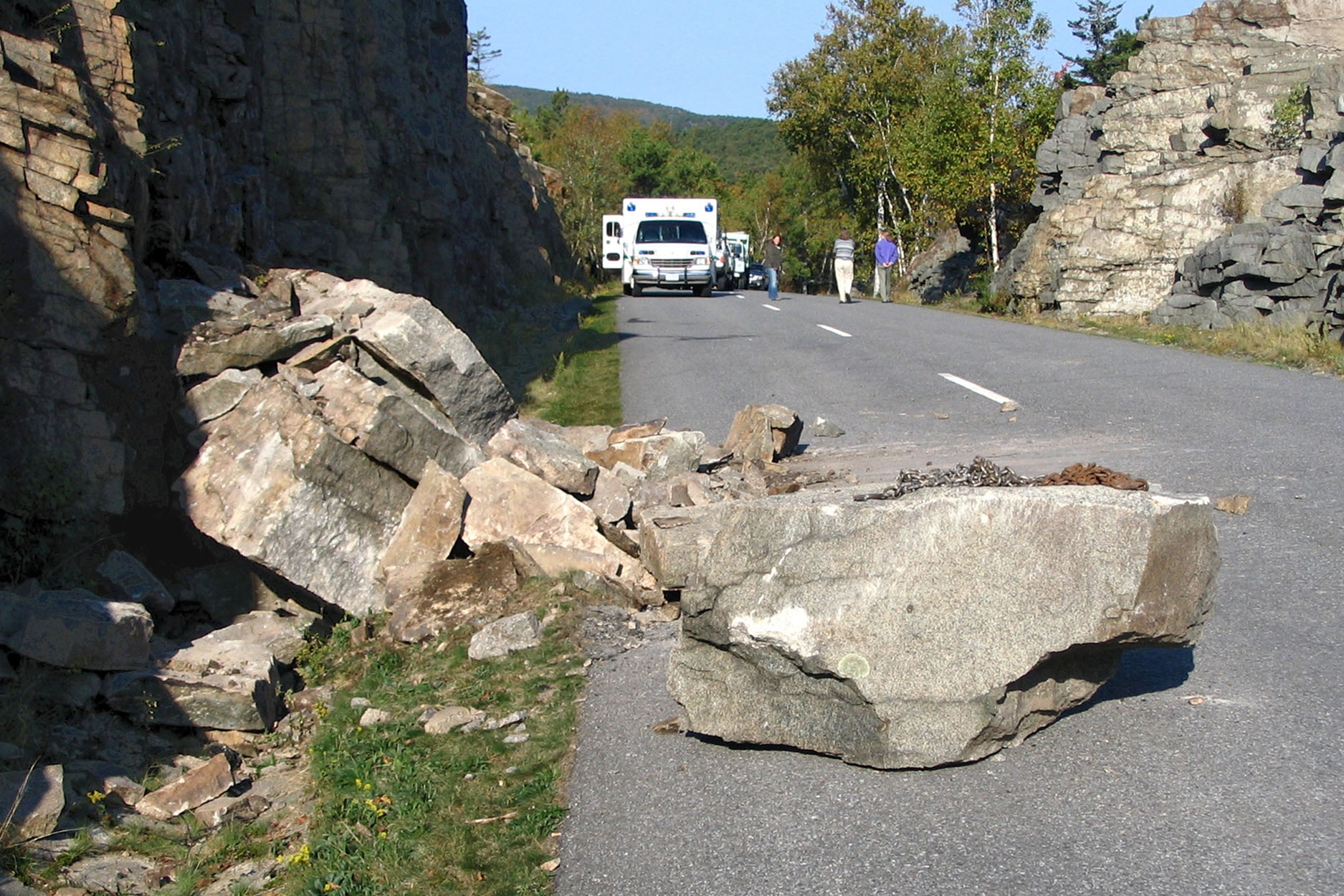
Caída de rocas en una carretera.

Los desprendimientos o desplomes son un tipo de movimientos de inestabilidad producidos por falta de apoyo que involucran una escasa cantidad de terreno. Suele tratarse de rocas que caen por una ladera, debido a la pérdida del apoyo que las sustentaba.
Se define como desprendimiento a toda masa separada de un talud o ladera por una superficie de corte generalmente pequeña y cuyo recorrido se realiza principalmente a través del aire. Los fragmentos originados por los desprendimientos presentan recorridos de varios tipos, y el material puede caer libremente, saltar, rodar o incluso puede presentarse cualquier combinación de las anteriores. En cualquier caso, los materiales desprendidos suelen quedar depositados al pie del talud o a una cierta distancia del mismo, en función de la energía alcanzada por los fragmentos en su movimiento.
En los desprendimientos o desplomes, también llamados vuelcos, se puede incluir el caso del desplome de una columna rocosa en un acantilado, debido a la erosión en la base del mismo. Hay desprendimiento si el recorrido hecho por los fragmentos ocurre total o parcialmente por el aire.
- Datos: Q5654036
- Multimedia: Rockfalls / Q5654036